# Educational Pictures
Educational Pictures (auch Educational Films Corporation) war eine US-amerikanische Filmproduktionsfirma, die in der Hochzeit des Stummfilms der Marktführer für Kurzfilmkomödien im US-amerikanischen Filmverleih war. Sie bestand von 1915 bis 1940. Hauptsächlich produzierten Educational Pictures zweiaktige Komödien, darunter auch Zeichentrickfilme. Daneben brachte die Firma auch Dokumentarkurzfilme (Novelties) heraus, von denen einer, Krakatoa, noch 1934 einen Oscar gewann. 
Unter Vertrag bei Educational waren unter anderem die Comedy-Regisseure Jack White, Al Christie und Mack Sennett, in den 1930er-Jahren war auch Buster Keaton als Darsteller bei Educational verpflichtet.